# Raszowa
Raszowa (tyska Raschowa, tidigare Rokitsch) är en by i Opole vojvodskap i södra Polen. Raszowa, som för första gången nämns i ett dokument från år 1353, har 1 100 invånare.